# FIFA Puskás Award 2012
Il FIFA Puskás Award 2012, quarta edizione del premio per il gol ritenuto più bello dell'anno, è stato vinto dallo slovacco Miroslav Stoch per la rete segnata con la maglia del Fenerbahçe contro il Gençlerbirliği il 3 marzo 2012. Il giocatore slovacco ha ricevuto il 78% dei voti espressi nella seconda fase del sondaggio, a cui hanno partecipato i tre calciatori più votati nella prima fase.

## Classifica
| Pos.             | Giocatore              | Squadra             | Avversario      | Risultato | Competizione                                                            | Percentuale |
| ---------------- | ---------------------- | ------------------- | --------------- | --------- | ----------------------------------------------------------------------- | ----------- |
| 1                | Miroslav Stoch         | Fenerbahçe          | Gençlerbirliği  | 6–1       | Süper Lig 2011-2012                                                     | 78%         |
| 2                | Neymar                 | Santos              | Internacional   | 3–1       | Fase a gironi della Coppa Libertadores 2012                             | 15%         |
| 3                | Radamel Falcao         | Atlético Madrid     | América de Cali | 1-2       | Amichevole                                                              | 7%          |
| Non classificati | Emmanuel Agyemang-Badu | Ghana               | Guinea          | 1–1       | Fase a gironi della Coppa delle Nazioni Africane 2012                   |             |
| Non classificati | Hatem Ben Arfa         | Newcastle Utd       | Blackburn       | 2–1       | Terzo turno della FA Cup 2011-2012                                      |             |
| Non classificati | Éric Hassli            | Vancouver Whitecaps | Toronto FC      | 1–1       | Finale di andata del Canadian Championship 2012                         |             |
| Non classificati | Olivia Jiménez         | Messico             | Svizzera        | 2–0       | Fase a gironi del campionato mondiale femminile Under 20 di calcio 2012 |             |
| Non classificati | Gastón Mealla          | Nacional Potosí     | The Strongest   | 2–2       | Liga del Fútbol Profesional Boliviano 2011-2012                         |             |
| Non classificati | Lionel Messi           | Argentina           | Brasile         | 4-3       | Amichevole                                                              |             |
| Non classificati | Moussa Sow             | Fenerbahçe          | Galatasaray     | 2–2       | Süper Lig 2011-2012                                                     |             |